# Entrenamiento en habilidades sociales
El entrenamiento en habilidades sociales  es una labor compleja, en la cual, programa, alumnado y docente, deben cohesionarse dentro de un mismo marco para tratar de dar coherencia a la acción educativa.
La complejidad del trabajo de campo cuando se plantea una intervención que vaya más allá del mero entrenamiento, estriba en la dificultad de adaptación de los programas de modificación de conducta. Este planteamiento educativo, a pesar de ser algo obvio dentro de lo que podemos entender como educación, no deja de ser algo complejo desde un punto de vista metodológico.

## Habilidades para la vida diaria
Las habilidades sociales son necesarias para que el individuo pueda desenvolverse en un mundo dinámico, cambiante y, en el que existen continuas interacciones que moldean la sociedad y al propio individuo.
El desarrollo y manejo de las habilidades sociales conlleva una forma de crecimiento personal, haciendo que el individuo pueda desarrollarse de forma pro activa en un mundo que sea un poco más positivo, social, participativo y, por ende, justo.
Se trata de potenciar al individuo desde su autoconsciencia como elemento activo y capaz. Así, la intervención queda enmarcada en un trabajo desde la autoestima, encaminando al desarrollo social y personal.
En resumen, la intervención puede ser comprendida como un trabajo interno que favorezca al individuo y a su entorno. De esta forma, la perspectiva social de la educación se hace indivisible y con unas miras dirigidas a la educación para la ciudadanía.

## Arquitectura del método y la técnica
La literatura en habilidades sociales, modificación de conducta y, en aquellos aspectos relativos al desarrollo social y cognitivo del alumnado, puede guiar los planteamientos metodológicos del docente investigador. Sin embargo, hay un punto en el proceso de diseño, en el cual, la base teórica pasa a formar parte del proceso de investigación a la vez que en la propia acción educativa.
En tal sentido, no se puede hablar de un paso que continúa a otro, se trata de una actividad paralela, un proceso conjunto e indivisible. El docente, se convierte en arquitecto, artífice y ejecutor de su propio plan. La simbiosis entre investigación y acción, se convierte en una realidad
El trabajo continuo en investigación y acción por parte del docente, se convierte en una acción imprescindible en la búsqueda de la buena práctica, y de la excelencia educativa.